# Jerzy Synowiec (poseł)
Jerzy Synowiec (ur. 23 marca 1946 w Zarębicach) – polski ekonomista i polityk, poseł na Sejm I kadencji.

## Życiorys
Ukończył w 1971 studia na Wydziale Przemysłu Wyższej Szkoły Ekonomicznej w Katowicach. W 1991 uzyskał mandat posła na Sejm I kadencji (reprezentując okręg wyborczy częstochowski). Został wybrany z listy Konfederacji Polski Niepodległej. Zasiadał w Komisji Zdrowia, Komisji Polityki Gospodarczej, Budżetu i Finansów oraz Komisji Samorządu Terytorialnego. Był także członkiem Podkomisji nadzwyczajnej do rozpatrzenia rządowego projektu ustawy o zmianie ustawy „Karta Nauczyciela” i ustawy o szkolnictwie wyższym.
W 1993 ubiegał się o reelekcję z ramienia komitetu wyborczego „Ojczyzna Lista Polska”. W wyborach parlamentarnych w 2001 bez powodzenia kandydował do Sejmu z list Prawa i Sprawiedliwości w okręgu częstochowskim (należał do Przymierza Prawicy). W 2010 był kandydatem PiS do rady miasta.